# Cratyna variovera
Cratyna variovera är en tvåvingeart som beskrevs av Werner Mohrig 1996. Cratyna variovera ingår i släktet Cratyna och familjen sorgmyggor. Inga underarter finns listade i Catalogue of Life.